# 室女座星流
室女座星流（也稱為室女座高密度區、室女座矮星系或室女座超星團）是一個位在室女座的星流，在2005年才被發現，被認為是與銀河系合併過程中殘留的矮橢球星系殘骸。從地球上觀察，他是夜空中遮蓋區域最大的星系。
這個星流是從史隆數位巡天的光度測量資料中發現的。這是用來創建銀河系在三度空間中圖像的資料，是利用恆星類型中顏色和絕對星等已經確定的特徵估計它們的距離（所謂的「光度視差法」）。最早認為在室女座有一個新星系的是類星體赤道巡天小組 (Quasar Equatorial Survey Team)，使用位於委內瑞拉Llano del Hato國家天文台口徑1.0 米的施密特攝星儀觀察天琴座RR變星時，發現5顆這一類型的變星聚集在大約赤經12.4 h之處，因而天文學家推測該處是一個小星系被銀河系吞噬之後的殘留部份。
這股細流在天空中至少覆蓋了100平方度，並有可能達到1,000平方度（大約是無論任何時間天球可見部份的5%，或是滿月面積的5,000倍）。儘管他鄰近太陽系使立體角必然涵蓋較大的區域，但也只擁有數十萬顆的恆星。這個星系偏低的表面亮度（可能只有32.5M/角秒 ²），使得在之前的巡天觀測都未能發現他。
在這個星流中的恆星數量比一個星團的規模大不了多少，因此當初的發現團隊稱這個星流是"真正令人感傷的星系"，其中許多的恆星雖然金屬量比第一族星為低，但在過去數個世紀都被認為是銀河系內正常的恆星。
這個星流位於銀河系內，距離太陽大約10,000秒差距（30,000光年），並且在三度空間的天空中至少跨越10,000秒差距，接近於1994年以類似的光度分析方法，發現的人馬座矮橢圓星系在天空中的平面。人馬座矮星系是另一個與銀河系合併中的小星系，但他的距離只是這個星流的4倍，因此兩者之間不太可能毫無物理上的關聯。室女座星流很可能是人馬座矮星系被切斷了聯繫的部份，循著自己的軌道繞著銀河系。室女座星流也類似2002年發現的麒麟座環，此乃由於大犬座矮星系與銀河系合併所致。

## 外部連結
- Scientists find a galaxy joining ours（页面存档备份，存于） (International Herald Tribune, 10 January 2006)
- New Milky Way neighbor（页面存档备份，存于） (Astronomy, 12 January 2006)